# Ектропијанизам
Ектропијанизам, такође означен као филозофија екстропије, представља „оквир вредности и стандарда који се развија и мења, чији је циљ стално побољшање људског стања“. Екстропијанисти верују да ће напредак науке и технологије једног дана омогућити људима да вечито живе. Екстропијаниста може желети да допринесе овом циљу, нпр. учешћем у истраживању и развоју или волонтирањем да тестира нову технологију.
Настало из низа принципа које је развио филозоф Макс Мор, Принципи екстропије (енгл. The Principles of Extropy), екстропијанистичко размишљање ставља снажан нагласак на рационално размишљање и на практичан оптимизам. Према Мору, ови принципи „не прецизирају одређена уверења, технологије или политике“. Екстропијанисти деле оптимистичан поглед на будућност, очекујући знатан напредак у рачунарској снази, продужењу људског живота, нанотехнологији и слично. Многи екстропијанисти предвиђају да ће пре или касније бити остварен неограничен људски животни век, као и опоравак, захваљујући будућим достигнућима у биомедицинској технологији или учитавању ума, оних чија су тела/мозгови сачувани помоћу крионике.

## Екстропија
Термин „екстропија“, као антоним „ентропије“, коришћен је у академском раду из 1967. године, у којем се расправља о криогеници и у академском раду о кибернетици из 1978. године. Дајен Двејн је прва употребила израз „екстропија“ да означи потенцијалну трансхуману судбину човечанства. Такође је објављен 1983. године роман Џ. Нила Шулмана, Каденца дуге (енгл. Тhе Rainbow Cadenza), који је освојио награду „Прометеј“, а у којем је употребљен термин „екстропијска“ за означавање врсте скале у визуелној музици. „Екстропија“ како ју је 1988. сковао Том Бел (Т.О. Мороу) и дефинисао Макс Мор, представља „обим интелигенције живог или организационог система, његовог функционалног поретка, виталности, енергије, живота, искуства и капацитета и нагона за побољшањем и растом.“ Екстропија није строго дефинисан стручни појам у филозофији или науци; у метафоричном смислу једноставно изражава супротност ентропије.

## Институт за екстропију
Мор се 1986. придружио крионичкој компанији Аlcor и помогао оснивању (заједно са Мајклом Прајсом, Гаретом Смитом и Луиђијем Вореном) прве европске крионичке организације, Mizar Limited (касније Alcor UK). Мор се 1987. преселио у Лос Анђелес са Универзитета у Оксфорду у Енглеској да би радио на докторату из филозофије на Универзитету Јужне Калифорније.
Екстропија: часопис трансхуманистичке мисли (енгл. Тhe Journal of Transhumanist Thought) први пут је објављен 1988. године. (У првих неколико издања, звао се „Екстропија: вакцина за шок будућности“.) Окупио је мислиоце које занима вештачка интелигенција, нанотехнологија, генетички инжењеринг, продужење живота, учитавање ума, тржиште предвиђања, роботика, истраживање свемира, меметика и политика и економија трансхуманизма. Организације алтернативних медија убрзо су почеле да пишу рецензије часописа и он је привукао интересовање истомишљеника. Касније су Мор и Бел основали Институт за екстропију, непрофитну образовну организацију типа 501 (ц) (3). Институт за екстропију (ЕxI) је формиран као трансхуманистички центар за умрежавање и информисање ради коришћења актуелних научних схватања заједно са критичким и креативним размишљањем како би дефинисао мали скуп принципа или вредности који би могли да помогну у разумевању нових могућности које се отварају човечанству.
Списак имејл адреса Института за ектропију покренут је 1991. године (и са априлом 2015. године и даље постоји као „Ектропија-чет“), а 1992. године институт је почео да реализује прве конференције о трансхуманизму. Придружени чланови широм света почели су да организују своје трансхуманистичке групе. Конференције, састанци, забаве, онлајн расправе и документарни филмови на тему екстропије настављају да шире трансхуманизам у јавности.
Управни одбор Института за екстропију је 2006. донео одлуку о затварању организације, наводећи да је његова мисија „у суштини завршена“.

## Екстропизам
Екстропизам је савремени огранак трансхуманистичке филозофије екстропијанизма. Он следи исту традицију - отуда и сличан назив - али је ревидиран како би се боље прилагодио постојећим парадигмама 21. века. Као што је представљено у Екстропистичком манифесту (енгл. The Extropist Manifesto), он промовише оптимистичку футуристичку филозофију која се може сажети у следећих пет фраза чија почетна слова чине реч „ЕXTROPISM“ (Екстропизам):
- Endless eXtension (Бескрајно ширење)
- Тranscending Restriction (Превазилажење ограничења)
- Overcoming Property (Превазилажење имовине)
- Intelligence (Интелигенција)
- Smart Machines (Паметне машине)

Екстрописти желе да свој животни век продуже до скоро бесмртног стања и постоје у свету у коме су вештачка интелигенција и роботика учинили да рад постане сувишан. Као и у утилитаризму, сврха нечијег живота треба да буде повећање свеукупне среће свих створења на Земљи кроз сарадњу.
Екстропистички манифест су у јануару 2010. написали веб предузетник Бреки Томасон и писац Хенк Пелисијер, који су се и раније дуго занимали за трансхуманизам. Детаљно описује начине на које се екстропизам током свог развоја удаљио од екстропијанизма, даље разрађујући своје изворне поставке. На пример, удаљава се од изворних Екстропијских принципа стављањем значајног акцента на потребу укидања и/или ограничавања актуелне употребе закона о надзору, ауторским правима и патентима.